# Köppäbävisan
Köppäbävisan är en sång framförd av musikläraren Bengt Pegefelt. Melodin blev mycket populär och singeln från 1980 toppade den svenska singellistan under perioden 8 maj-5 juni 1981. Melodin låg även på Svensktoppen i tio veckor under perioden 5 april–14 juni 1981, i en tid då en melodi fick ligga max tio veckor på Svensktoppen .
Låten handlar om en person som tänker hoppa i Dalälven om han inte får en korv: "fån’t ja en körv så huppä ja i älva i Köppäbä", där "Köppäbä" kan avse orten Kopparberg. Eftersom Kopparberg inte ligger längs med Dalälven är platsen för låten enligt upphovsmannen öppen för fri tolkning. Kopparberg "lät bra" på borlängemål, men det kan även avse Kopparbergs län, det tidigare namnet på Dalarnas län. En annan plats kan vara Falun som historiskt refererats till som Kopparberget.
Texten är skriven på dalmål med tydlig dragning åt borlängemål, vilket förstärks av referenser till fotbollslaget IK Brage, "vallen", som syftar på Domnarvsvallen och "värke", som syftar på Domnarvets Jernverk. Inspirationen till refrängen kom av att låtskrivaren bevittnade en scen där en yngling med kraftig dialekt förklarade för sina föräldrar - som åkte bil - att han skulle kasta sig i "älva", dvs. Dalälven, om han inte skulle få en korv.
År 1981 spelade även det svenska dansbandet Curt Haagers in melodin på sitt album Santa Maria.
Sången spelades 1981 även in på Smurfarnas bästa.
Dessutom har det norska bandet Four Jets 1981 översatt och spelat in låten under namnet "Ulvillavisa". Ännu ett norskt band, 3 Busserulls, släppte 1985 albumet "Piker, vin og 3 Busserulls" med låten Flikk-flakk i Flekkefjord med melodin från Köppäbävisan. Även den danska artisten Carl Petter (Karl Peter Jensen) hade 1982 en hit med en dansk version med titeln "Stik mig en øl (ellers slår jeg flikflak i Randers Fjord)".

## Listplaceringar
| Lista (1981) | Topplacering |
| ------------ | ------------ |
| Sverige      | 1            |

### Fotnoter
1. ↑  ”Svensk mediedatabas”. http://smdb.kb.se/catalog/id/001882204. Läst 20 maj 2011.
2. ↑  Svensktoppen - 1981
3. ↑  ”TV: 35 år sen "Köppäbävisan" toppade listorna - Här berättar upphovsmannen om låten”. dalademokraten.se. 19 september 2016. https://www.dalademokraten.se/artikel/tv-35-ar-sen-koppabavisan-toppade-listorna-har-berattar-upphovsmannen-om-laten. Läst 2 maj 2020.
4. ↑  ”Svensk mediedatabas”. http://smdb.kb.se/catalog/id/001887792. Läst 20 maj 2011.
5. ↑  ”Svensk mediedatabas”. http://smdb.kb.se/catalog/id/001888151. Läst 20 maj 2011.
6. ↑  ”Listplacering”. http://hitparad.se/showitem.asp?interpret=Bengt+Pegefelt&titel=K%F6pp%F6b%E4visan&cat=s. Läst 20 maj 2011.